# Põlevkivi Raudtee
Põlevkivi Raudtee AS, PR (pol. Kolej łupkowa) – estoński przewoźnik kolejowy i zarządca infrastruktury kolejowej. Spółka należała do firmy Eesti Energia Kaevandused, która jest częścią państwowego holdingu Eesti Energia.
Spółka Põlevkivi Raudtee zajmowała się obsługą transportową kopalni łupków bitumicznych położonych nad Zatoką Fińską w północno-wschodniej części Estonii. Zarządzała około 200 kilometrami przemysłowych linii kolejowych oraz prowadziła przewozy towarowe urobku do elektrowni i zakładów przetwórstwa kopalin należących do holdingu Eesti Energia.
W 2009 roku firma została włączona do spółki Eesti Energia Kaevandused.

## Przewozy pasażerskie
W latach 1993–2007 na liniach kolejowych Põlevkivi Raudtee prowadzone były przewozy osobowe pracowników kopalni łupków bitumicznych między miejscowościami: Jõhvi, Ahtme, Iidla i Raudi.